# Pedro Sotero
José Pedro Correia Sotero, mais conhecido como Pedro Sotero, (Recife, 2 de setembro de 1981) é um diretor de fotografia brasileiro.

## Biografia
José Pedro Correia Sotero nasceu no Recife, capital do estado brasileiro de Pernambuco, em 2 de setembro de 1981.

## Filmografia

### Diretor de fotografia
- 2020: Passou
- 2019: Bacurau
- 2019: Rise (documentário curta-metragem)
- 2018: Vermelho Sol
- 2018: Saudade (documentário)
- 2017: Terremoto Santo (documentário curta-metragem)
- 2017: Gabriel e a Montanha
- 2017: Mode of Production (documentário)
- 2017: Estás Vendo Coisas (documentário curta-metragem)
- 2016: Aquarius
- 2015: Permanência
- 2014: Prometo um Dia Deixar Essa Cidade
- 2014: História Natural (curta-metragem)
- 2014: Julio Sumiu
- 2014: Casa Grande
- 2013: Sob a Pele (curta-metragem)
- 2013: Au Revoir (curta-metragem)
- 2013: Sobre Minha Melhor Amiga (curta-metragem)
- 2013: O Som ao Redor
- 2012: Boa Sorte, Meu Amor
- 2012: Canção Para Minha Irmã (curta-metragem)
- 2011: Laura (documentário)
- 2011: Mens Sana in Corpore Sano (curta-metragem)
- 2010: Heart & Soul (curta-metragem)
- 2009: Um Lugar ao Sol (documentário)
- 2007: Amigos de Risco

### Diretor
- 2013: Sob a Pele (curta-metragem)